# Ammothea bicorniculata
Ammothea bicorniculata är en havsspindelart som beskrevs av Stiboy-Risch, C. 1992. Ammothea bicorniculata ingår i släktet Ammothea och familjen Ammotheidae. Inga underarter finns listade i Catalogue of Life.